# Одерихино (Владимирская область)
Одерихино — деревня в Собинском районе Владимирской области России, входит в состав Колокшанского сельского поселения.

## География
Деревня расположена в 5 км на север от центра поселения посёлка Колокша, в 20 км на северо-восток от райцентра города Собинка и в 2 км на запад от микрорайона Владимира Энергетик. 

## История
До начала XX века деревня являлась центром Одерихинской волости Владимирского уезда. В 1859 году в деревне числилось 45 дворов, в 1905 году — 34 двора.
С 1929 года деревня входила в состав Колокшанского сельсовета Владимирского района, с 1965 года — в составе Собинского района.

## Население
| 1859 | 1905 | 1926 |
| ---- | ---- | ---- |
| 343  | 247  | 523  |

| 1859 | 1905 | 1926 | 2002 | 2010 | 2021 |
| ---- | ---- | ---- | ---- | ---- | ---- |
| 343  | ↘247 | ↗523 | ↘76  | ↗85  | ↘64  |

## Экономика
В деревне расположено ООО «АвтоСпецЦентр Владимир».